# Jerzy Borowski (zm. przed 6 czerwca 1531)
Jerzy Borowski herbu Lubicz (zm. przed 6 czerwca 1531 roku) – dworzanin królewski w latach 1524/1525 roku.
Poseł na sejm piotrkowski 1524/1525 roku z ziemi sanockiej.